# Kevin Pollak
Kevin Elliot Pollak (San Francisco, 1957. október 30. vagy 1958. október 30. –) amerikai színész, komikus, impresszionista és podcast műsorvezető.
Többek közt feltűnt az Egy becsületbeli ügy (1992), A szomszéd nője mindig zöldebb (1993), a Közönséges bűnözők (1994), a Még zöldebb a szomszéd nője (1995), a Casino (1995) és az Ítéletnap (1999) című filmekben.
2017 és 2023 között állandó szereplője volt az Amazonon futó A káprázatos Mrs. Maisel című sorozatnak.

## Fiatalkora és tanulmányai
Pollak a kaliforniai San Franciscóban született. Elaine Harlow és Robert Pollak fiatalabbik fia. Van egy bátyja, Craig, aki a kaliforniai San Joséban él. A San Jose-i Pioneer Középiskolába járt. Reformjudaista szellemben nevelkedett.

## Magánélete
1995-ben feleségül vette Lucy Webb komikust. 2005-ben különköltöztek, majd 2008-ban elváltak.

## Filmográfia

### Film

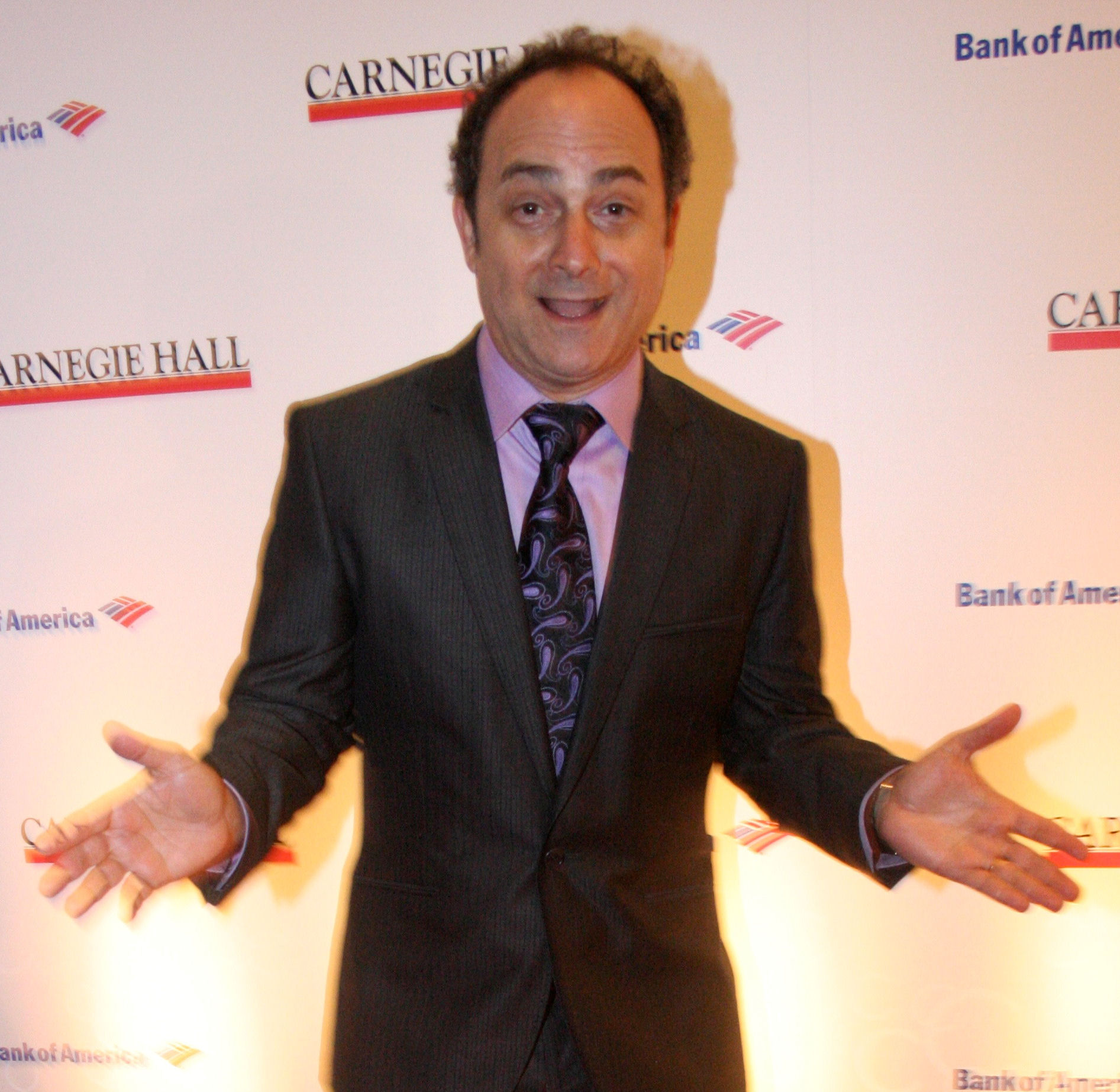
2011 áprilisában

| Év   | Magyar cím                                  | Eredeti cím                                    | Szerep                            | Magyar hang            |
| ---- | ------------------------------------------- | ---------------------------------------------- | --------------------------------- | ---------------------- |
| 1983 |                                             | The Right Stuff                                | Dwight D. Eisenhower (hangja)     |                        |
| 1987 | Pénzmánia                                   | Million Dollar Mystery                         | Quinn rendőrtiszt                 | Kerekes József         |
| 1988 | Willow                                      | Willow                                         | Rool                              | Maros Gábor            |
| 1990 |                                             | Avalon                                         | Izzy Kirk                         |                        |
| 1991 | L. A. Story – Az őrült város                | L.A. Story                                     | Frank Swan                        | Sinkovits-Vitay András |
| 1991 | L. A. Story – Az őrült város                | L.A. Story                                     | Frank Swan                        | Németh Gábor           |
| 1991 | Folt a zsákját                              | Another You                                    | Phil                              |                        |
| 1991 | Visszakézből                                | Ricochet                                       | Larry Doyle hadnagy               | Sörös Sándor           |
| 1991 | Visszakézből                                | Ricochet                                       | Larry Doyle hadnagy               | Fazekas István         |
| 1992 | A nemek harca                               | The Opposite Sex and How to Live with Them     | Eli                               | Kassai Károly          |
| 1992 | A nemek harca                               | The Opposite Sex and How to Live with Them     | Eli                               | Józsa Imre             |
| 1992 | A nemek harca                               | The Opposite Sex and How to Live with Them     | Ted Koppel                        | Várkonyi András        |
| 1992 | A nemek harca                               | The Opposite Sex and How to Live with Them     | Ted Koppel                        | Józsa Imre             |
| 1992 | Egy becsületbeli ügy                        | A Few Good Men                                 | LTJG Sam Weinberg, JAGC           | Mihályi Győző          |
| 1993 | Indián nyár                                 | Indian Summer                                  | Brad Berman                       |                        |
| 1993 | Wayne világa 2.                             | Wayne's World 2                                | Jerry Segel                       | Rosta Sándor           |
| 1993 | A szomszéd nője mindig zöldebb              | Grumpy Old Men                                 | Jake Goldman                      | Csuja Imre             |
| 1994 | Tiszta őrület                               | Clean Slate                                    | Rosenheim                         |                        |
| 1995 | Közönséges bűnözők                          | The Usual Suspects                             | Todd Hockney                      | Háda János             |
| 1995 | Miami rapszódia                             | Miami Rhapsody                                 | Jordan Marcus                     | Háda János             |
| 1995 | Pajzs a résen, avagy a tökéletlen erő       | Canadian Bacon                                 | Stu Smiley                        | Rátóti Zoltán          |
| 1995 | Pajzs a résen, avagy a tökéletlen erő       | Canadian Bacon                                 | Stu Smiley                        | Vári Attila            |
| 1995 | Casino                                      | Casino                                         | Phillip Green                     | Varga T. József        |
| 1995 | Casino                                      | Casino                                         | Phillip Green                     | Kőszegi Ákos           |
| 1995 | Casino                                      | Casino                                         | Phillip Green                     | Megyeri János          |
| 1995 | Még zöldebb a szomszéd nője                 | Grumpier Old Men                               | Jake Goldman                      | Csuja Imre             |
| 1995 | Kaméleon                                    | Chameleon                                      | Matt Gianni                       |                        |
| 1996 | Lakat alatt                                 | House Arrest                                   | Ned Beindorf                      | Dunai Tamás            |
| 1996 | Nyomul a banda                              | That Thing You Do!                             | Victor 'Boss Vic Koss' Kosslovich |                        |
| 1997 | Bosszú és igazság Új-Mexikóban              | Truth or Consequences, N.M.                    | Gordon Jacobson                   | Józsa Imre             |
| 1998 | Buffalo '66, avagy a megbokrosodott teendők | Buffalo '66                                    | TV sportriporter                  |                        |
| 1998 | Kismenők                                    | Hoods                                          | Rudy                              | Háda János             |
| 1998 | Valahol Amerikában                          | Outside Ozona                                  | Wit Roy                           | Kapácsy Miklós         |
| 1999 | Pokoli alku                                 | Deal of a Lifetime                             | Jerry                             |                        |
| 1999 | A csaj nem jár egyedül                      | She's All That                                 | Wayne Boggs                       | Rosta Sándor           |
| 1999 | Szexi szörnyeteg                            | The Sex Monster                                | Jerry Berman                      | Csuja Imre             |
| 1999 | Kritikus helyzet                            | Deterrence                                     | Walter Emerson elnök              |                        |
| 1999 | Ítéletnap                                   | End of Days                                    | Bobby Chicago                     | Sörös Sándor           |
| 2000 | Bérgyilkos a szomszédom                     | The Whole Nine Yards                           | Janni Pytor Gogolak               | Józsa Imre             |
| 2000 | A rejtőzködő                                | Steal This Movie!                              | Gerry Lefcourt                    |                        |
| 2001 | Szeretném, ha szeretnél                     | The Wedding Planner                            | John Dojny                        | Józsa Imre             |
| 2001 | Milliókért a pokolba                        | 3000 Miles to Graceland                        | Damitry amerikai békebíró         | Botár Endre            |
| 2001 | Milliókért a pokolba                        | 3000 Miles to Graceland                        | Damitry amerikai békebíró         | Rosta Sándor           |
| 2001 | Dr. Dolittle 2.                             | Dr. Dolittle 2                                 | Riley / Alligátor                 | Józsa Imre             |
| 2002 | Ellopott nyár                               | Stolen Summer                                  | Jacobsen rabbi                    | Csankó Zoltán          |
| 2002 | Lökött ügynök                               | Frank McKlusky, C.I.                           | Ronnie Rosengold                  |                        |
| 2002 | C-kosár                                     | Juwanna Mann                                   | Lorne Daniels                     | Háda János             |
| 2002 |                                             | Mother Ghost                                   | Dr. Norris                        |                        |
| 2002 | Télapu 2. – Veszélyben a karácsony          | The Santa Clause 2                             | Cupido (cameo)                    | Józsa Imre             |
| 2003 |                                             | Rolling Kansas                                 | Brinkley ügynök                   |                        |
| 2003 |                                             | Blizzard                                       | Archimedes                        |                        |
| 2004 |                                             | Seven Times Lucky                              | Harlan                            |                        |
| 2004 | Már megint bérgyilkos a szomszédom          | The Whole Ten Yards                            | Lazlo Gogolak                     | Józsa Imre             |
| 2004 |                                             | Our Time is Up                                 | Dr. Stern                         |                        |
| 2004 |                                             | Shark Tale                                     | Willie (hangja)                   |                        |
| 2005 | Túszdráma                                   | Hostage                                        | Walter Smith                      | Kőszegi Ákos           |
| 2005 |                                             | Magnificent Desolation: Walking on the Moon 3D | Igazgató (hangja)                 |                        |
| 2005 |                                             | The Aristocrats                                | önmaga                            |                        |
| 2006 | Télapu 3. – A szánbitorló                   | The Santa Clause 3: The Escape Clause          | Cupido                            | Kapácsy Miklós         |
| 2006 |                                             | Niagara Motel                                  | Michael                           |                        |
| 2007 | Fapofa                                      | Numb                                           | Tom                               | Háda János             |
| 2008 | Otis – Pokoli tévedés                       | Otis                                           | Eli                               | Kardos Róbert          |
| 2008 | Megkínozva                                  | Tortured                                       | Dr. Shaw                          | Józsa Imre             |
| 2009 | 2:13                                        | 2:13                                           | Dr. Simmons                       |                        |
| 2009 | Szex a neten                                | Middle Men                                     | Curt Allmans                      | Háda János             |
| 2010 | Két kopper                                  | Cop Out                                        | Hunsaker                          | Kardos Róbert          |
| 2010 |                                             | Hoods                                          | Rudy                              |                        |
| 2011 |                                             | Choose                                         | Tom Wagner seriff                 |                        |
| 2011 | Veszett világ                               | Red State                                      | Brooks AFT ügynök                 | Háda János             |
| 2011 | Vad évad                                    | The Big Year                                   | Eli                               | Sörös Sándor           |
| 2012 | Sose bízz a szomszédodban!                  | Columbus Circle                                | Klandermann                       | Háda János             |
| 2012 | Monte Wildhorn csodálatos nyara             | The Magic of Belle Isle                        | Joe Viola                         | Háda János             |
| 2013 |                                             | Chez Upshaw                                    | Heaton Upshaw                     |                        |
| 2013 |                                             | 3 Geezers!                                     | Kevin                             |                        |
| 2013 |                                             | A Country Christmas                            | Max Schmucker                     |                        |
| 2013 | A lélek zenéje                              | Grace Unplugged                                | Frank 'Mossy' Mostin              | Kerekes József         |
| 2014 |                                             | The One I Wrote for You                        | Mickey                            |                        |
| 2015 | Borealis                                    | Borealis                                       | 'Tubby'                           | Kálloy Molnár Péter    |
| 2015 |                                             | Camino                                         | Donald                            |                        |
| 2015 |                                             | The Night Is Young                             | Producer                          |                        |
| 2015 |                                             | Misery Loves Comedy                            | nem szerepel                      |                        |
| 2016 |                                             | Max Rose                                       | Christopher Rose                  |                        |
| 2016 |                                             | Compadres                                      | 'Tex a bankár'                    |                        |
| 2016 | Hírhajhászok                                | Special Correspondents                         | Geoffrey Mallard                  |                        |
| 2016 |                                             | The Tiger Hunter                               | Frank Womack                      |                        |
| 2016 | Haverok fegyverben                          | War Dogs                                       | Ralph Slutzky                     | Scherer Péter          |
| 2016 |                                             | The Late Bloomer                               | filmrendező                       |                        |
| 2017 |                                             | Axis                                           | Cru (hangja)                      |                        |
| 2017 | A három Krisztus                            | Three Christs                                  | Dr. Orbus                         | Tarján Péter           |
| 2018 |                                             | Benjamin                                       | Rick                              |                        |
| 2018 | Így ne legyél elnök                         | The Front Runner                               | Bob Martindale                    | Harmath Imre           |
| 2019 |                                             | Goalie                                         | Jack Adams                        |                        |
| 2019 |                                             | Teacher                                        | Bernard Cooper                    |                        |
| 2019 |                                             | Apparition                                     | Warden White                      |                        |
| 2021 |                                             | Injustice                                      | Joker / Jonathan Kent (hangja)    |                        |
| 2023 |                                             | Sweetwater                                     |                                   |                        |
| 2024 | Apák gyöngye                                | Goodrich                                       | Sy                                | Scherer Péter          |

## Fordítás
- Ez a szócikk részben vagy egészben  a   Kevin Pollak című angol Wikipédia-szócikk fordításán alapul.  Az eredeti cikk szerkesztőit annak laptörténete sorolja fel. Ez a jelzés csupán a megfogalmazás eredetét és a szerzői jogokat jelzi, nem szolgál a cikkben szereplő információk forrásmegjelöléseként.